# Markus Slawitscheck
Markus Slawitscheck (* 6. April 1992 in Scheibbs) ist ein österreichischer Spieleautor und Lehrer. Seine bislang größten Erfolge feierte er mit Die magischen Schlüssel, welches im 2024 zum Kinderspiel des Jahres gekürt wurde, sowie mit Challengers!, das 2023 als Kennerspiel des Jahres ausgezeichnet wurde.

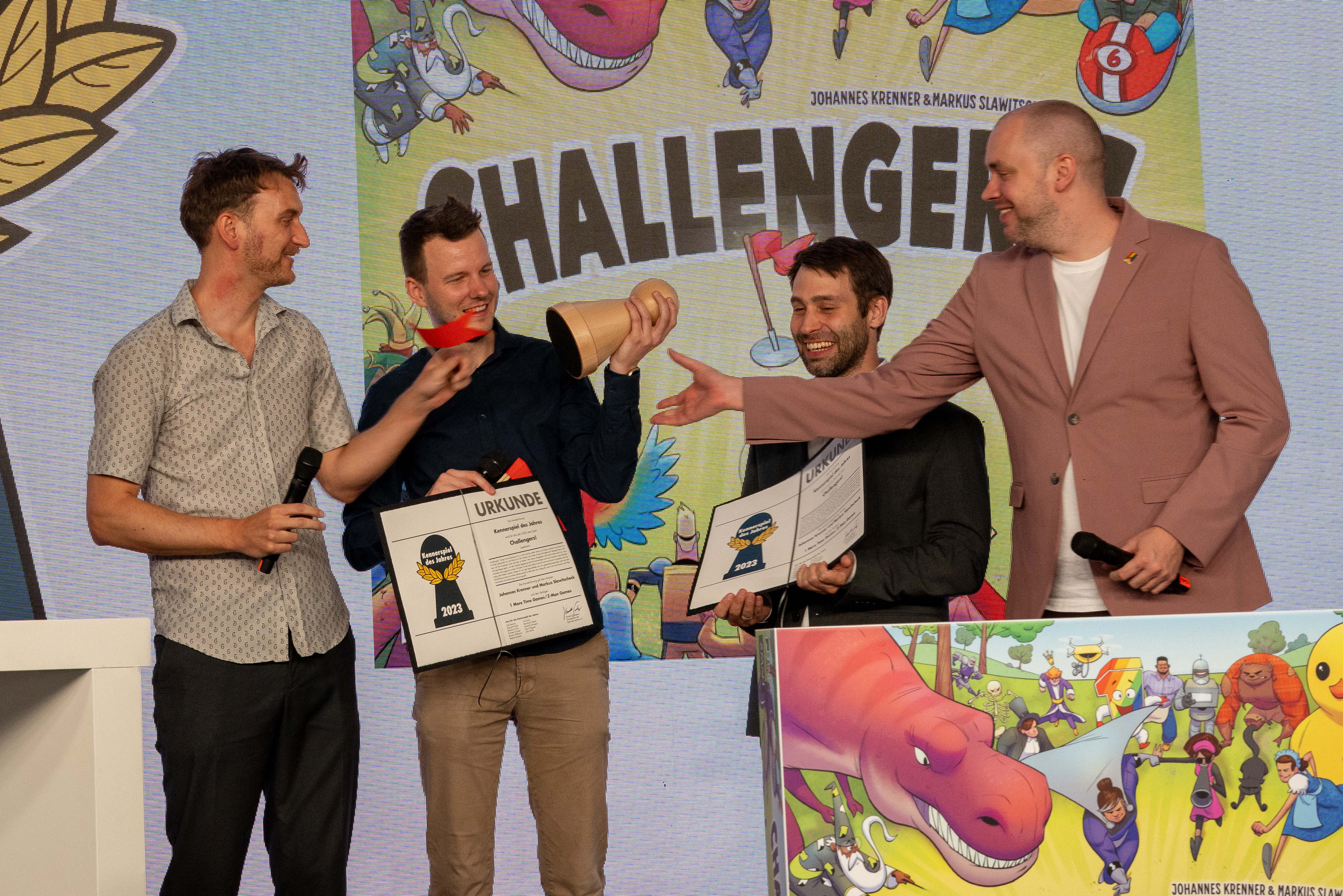
Markus Slawitscheck und Johannes Krenner nehmen gemeinsam mit Roman Rybiczka und Julian Steindorfer die Kennerspiel-Auszeichnung entgegen (2023)

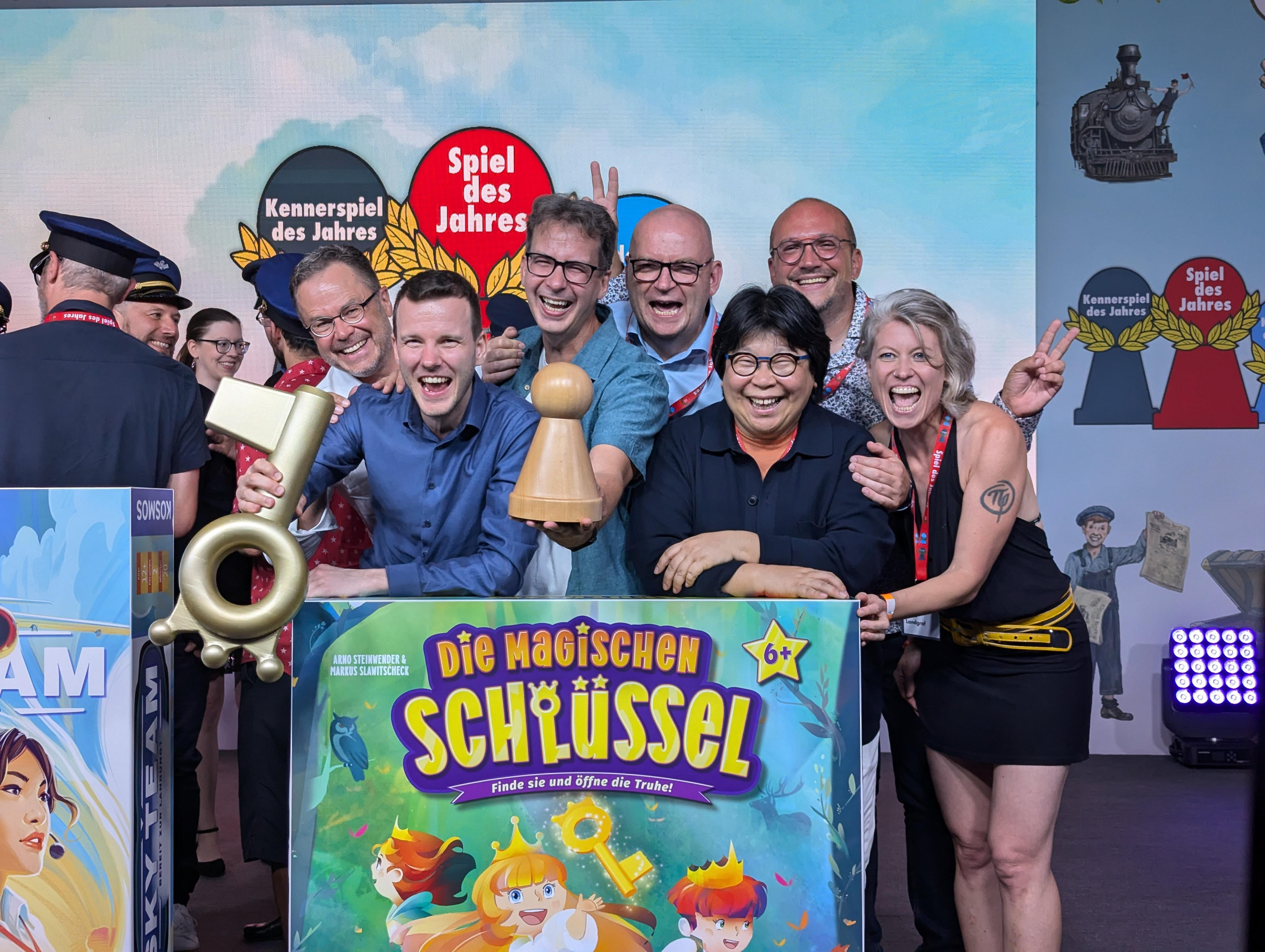
Markus Slawitscheck und Arno Steinwender feiern gemeinsam mit Peter W. Gygax, Frank Weiss, KJ Lee, Ian Parovel und Anita Landgraf die Auszeichnung zum Kinderspiel des Jahres (2024)

## Leben
Markus Slawitscheck wuchs in der Gemeinde Hofamt Priel im Bezirk Melk auf. Im Jahr 2011 absolvierte er die Informatik HTL in Ybbs an der Donau und arbeitete danach einige Jahre als Softwareentwickler. Er studierte Lehramt Mathematik und Physik an der Universität Wien. Er arbeitet als Lehrer an der HTL Spengergasse in Wien.

## Auszeichnungen (Auswahl)
- Kennerspiel des Jahres
  - 2023: Challengers![1]

- Kinderspiel des Jahres
  - 2024: Die magischen Schlüssel[2]

- As d’Or – Jeu de l’Année Prix (Insider/Initié)
  - 2023: Challengers!

- Spiel des Jahres in Italien: Gioco dell’Anno
  - 2023: Challengers![3]

- Deutscher Kinderspielepreis
  - 2024: Die magischen Schlüssel

- BDKJ-Kinderspieletest
  - 2024: Die magischen Schlüssel[4]

## Ludografie (Auswahl)
- 2018: #no secrets (Moses Verlag, mit Arno Steinwender)
- 2020: Starlink (Blue Orange, mit Arno Steinwender)
- 2021: Hot & Cold (Funnyfox)
- 2022: Die magischen Schlüssel (Happy Baobab, mit Arno Steinwender)
- 2022: Challengers! (1 More Time Games, mit Johannes Krenner)
- 2023: Noobs im Weltraum (Kosmos, mit Johannes Krenner)
- 2023: Challengers! Beach Cup (1 More Time Games, mit Johannes Krenner)
- 2024: Noobs über Bord (Kosmos, mit Johannes Krenner)